# 청색초거성
청색초거성(靑色超巨星, 영어: Blue supergiant)은 과학적으로 OB형 초거성으로 표현되는 뜨겁고 밝은 별이다. 이들의 광도 분류는 I형이고 분광형은 B9 이하다.
청색초거성은 헤르츠스프룽-러셀 도표의 좌측 꼭대기쪽에서 찾을 수 있다. 이들은 태양보다 크지만 적색초거성보다는 작고, 표면온도가 10,000~50,000 K, 광도는 태양의 약 10,000배에서 100만 배나 된다.

## 형성
초거성은 큰 질량의 별이 진화한 것으로, 주계열성보다 훨씬 크고 밝다. 초기 질량이 약 10~100 M☉인 O형과 B형 초반의 별들은 단 수백만 년 만에 수소를 소진하고 표면 가까이에 중원소가 보이기 시작함으로써 주계열을 떠나 진화한다. 이러한 별들은 일부가 곧장 울프-레이에 별으로 진화할 가능성이 있긴 해도 보통은 청색초거성이 된다. 초거성 단계로의 팽창은 별의 중심핵의 수소가 대폭 감소하고 수소껍질연소가 시작될 때 일어나지만, 대류에 의해 중원소가 표면까지 준설되고 복사압의 증가로 인해 질량이 손실됨으로써도 일어날 수 있다.

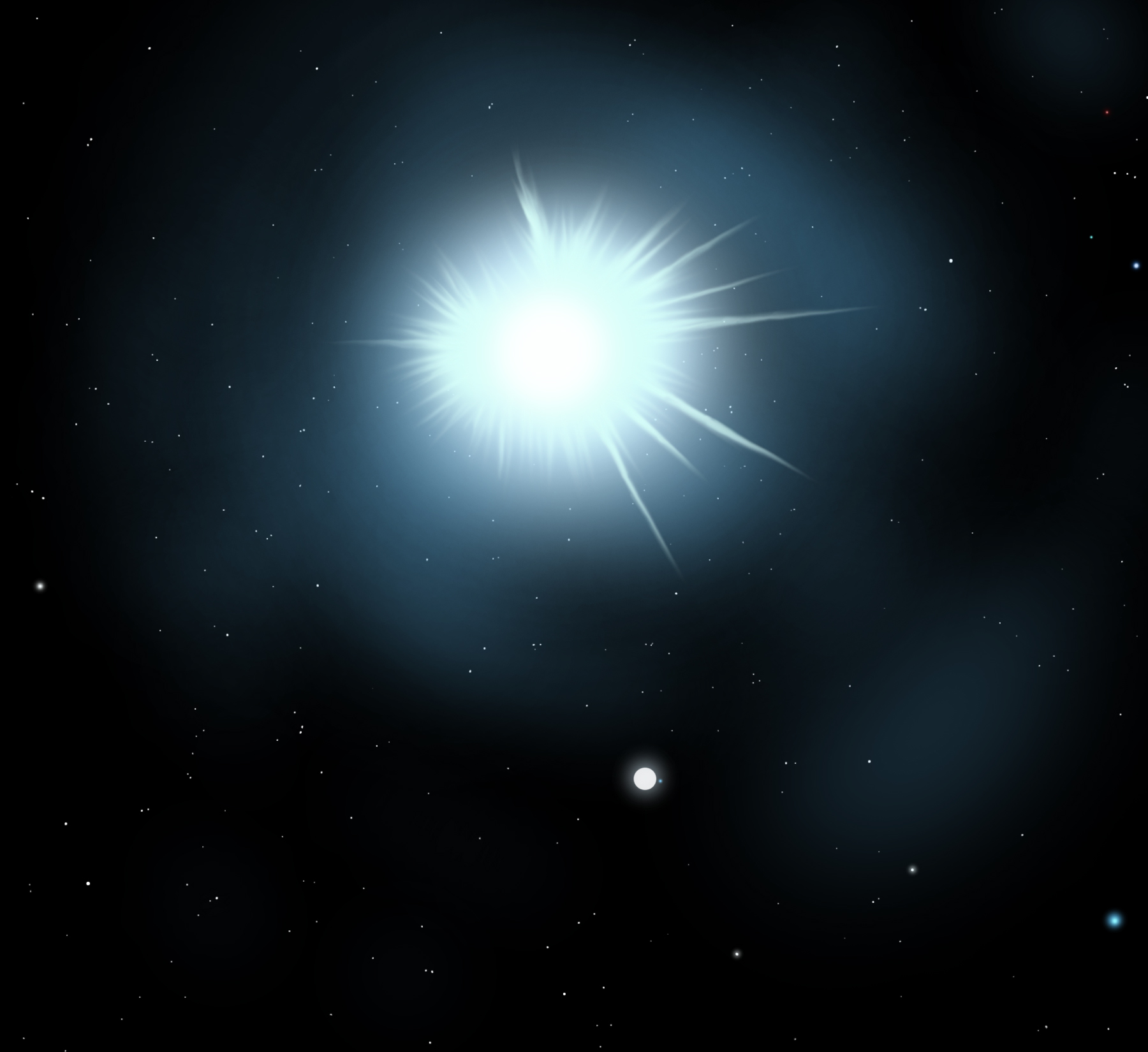
큰개자리에 있는 B5형 초거성, 큰개자리 에타. 매우 어린 별이지만, 주계열에서의 짧은 수명으로 인해 이미 일생의 종점 가까이에 도달해 있다.

청색초거성은  높은 광도에, 매우 높은 질량손실률을 가진 주계열성이 최근에 진화한 것이다. 이들 대부분은 엄청난 양의 질량을 잃고 있는 밝은 청색 변광성이 된다. 작은 질량의 초거성은 적색초거성이 될 때까지 팽창한다. 그 과정에서 초거성은 얼마간은 분명히 황색초거성 또는 황색극대거성으로 보내야 한다. 그러나 팽창은 단 수천 년 만에 일어나기 때문에 이러한 별들은 희귀하다. 큰 질량의 적색초거성은 외포층을 날려보내어 청색초거성으로, 그리고 아마 울프-레이에 별으로 다시 진화하게 된다. 적색초거성의 정밀한 질량과 조성에 기반하여, II형 초신성으로서 폭발하거나 최종적으로 외포층을 날려보내기에 충분하여 다시 청색초거성이 되기 전에, 처음보다 더 불안정하지만 더 어두운 청색으로의 반복이 많이 이루어질 수 있다. 그러한 별들이 황색진화공백(헤르츠스프룽 빈틈과 비슷한)을 통과하게 된다면, 낮은 광도의 LBV의 하나가 될 것으로 추정된다.
매우 무거운 청색초거성은 매우 밝기 때문에 거대한 대기를 유지할 수 없으며 적색초거성으로 팽창하지 않는다. 매우 차갑고 거대한 적색초거성으로 진화하는 별의 초기 질량은 15~25 M☉이나, 경계선은 대략 40 MM☉이다. 더 무거운 청색초거성이 질량을 충분히 잃음으로써 울프-레이에 별이 되어 최종적으로 백색왜성으로서 노년기를 보낼 수 있도록 아무런 문제없이 진화할 수 있는 지, 울프-레이에 별 단계에 이르러서 초신성으로 폭발할지, 아니면 청색초거성일 때 초신성으로 폭발할 지는 명확하지 않다.
초신성의 원형으로 가장 흔한 것이 적색초거성으로 한때는 적색초거성만 초신성으로서 폭발할 것이라고 예측되곤 했다. 그러나 SN 1987A의 원형은 B3형 청색초거성이었던 샌덜릭 -69도 202a라고 재고되었다. 현재는 이론으로 이를 어떻게 자세히 설명할지 난감한 상태지만, 청색초거성과 황색초거성을 포함하여 어떠한 유형으로 진화한 큰 질량의 별이라도 대부분이 초신성으로 폭발할 것임이 관측으로부터 밝혀졌다. 대부분의 초신성이 상대적으로 동일한 II-P형으로 적색초거성에 의해 발생하는데 비해, 청색초거성은 때로는 SN 1987A처럼 매우 밝게, 때로는 많은 IIn형 초신성과 같이 매우 밝게, 이렇게 폭넓은 범위의 광도와 기간, 그리고 분광형을 가지는 초신성 폭발을 일으키는 것으로 관측되었다.

## 물리적 특징

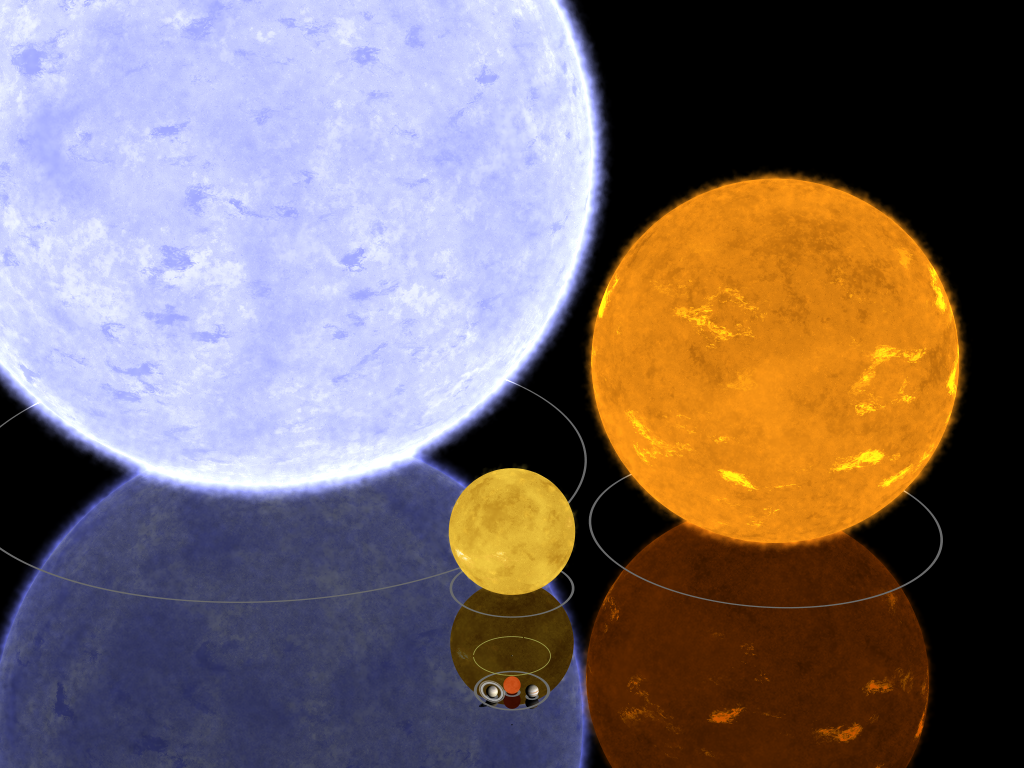
벨라트릭스(좌측)와 알골 B(오른쪽), 태양(중간)의 크기 비교.

극단적인 질량으로 인해 이들은 상대적으로 짧은 수명을 가지며 산개성단, 나선은하의 나선팔, 불규칙 은하와 같이 어린 우주 구조에서 관측된다. 이들은 오래된 별로 구성된 것으로 여겨지는 나선은하의 핵이나 타원은하, 또는 구상성단에서 희귀하게 관측된다. 최근에는 우리은하의 핵에서 몇몇 무거운 성단과 성협의 어리고 뜨거운 별들이 발견되긴 했다.

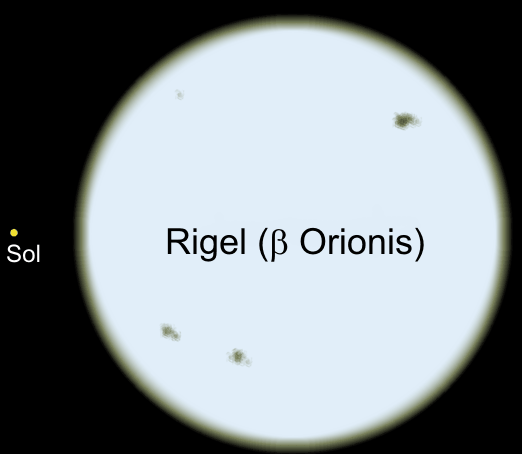
리겔과 태양의 크기 비교

대표적인 청색초거성으로 오리온자리에서 가장 밝은 별인 리겔을 들 수 있다. 리겔의 질량은 태양의 20 배고, 광도는 117,000 배 정도 크다. 희귀성과 짧은 수명에 비해서 이들은 육안으로 보이는 별 중 많은 비율을 차지한다. 그 이유는 매우 밝기 때문에 멀리 있어도 쉽게 관측되기 때문이다.
청색초거성은 빠른 항성풍을 가지고 있고 일반적으로 스펙트럼에서 방출선을 보여준다. 매우 밝은 것들은 스펙트럼이, 질량 손실로 공급되는 강한 연속 스펙트럼을 나타내는 방출선에 의해 주도되며 이들은 극대거성으로 불린다. 청색초거성은 스펙트럼에서 연령과 중심핵에서의 핵합성물이 표면으로 순환할 때까지의 효율성에 기반하여 다양한 양의 중원소를 보여준다. 빠르게 회전하는 초거성은 내부를 잘 혼합할 수 있는데, 높은 비율의 헬륨과 심지어 중심핵에서 아직 수소가 연소되고 있어도 중원소를 보여준다. 또 이러한 별들은 울프-레이에 별과 매우 유사한 스펙트럼을 보여준다.
적색초거성의 항성풍이 밀하고 느린데 비해, 청색초거성의 항성풍은 희박하지만 빠르다. 적색초거성이 청색초거성으로 될 때, 빠른 항성풍은 이미 방출된 느린 항성풍과 충돌하여 방출된 물질을 응축하여 얇은 껍질로 만들게 한다. 일부 경우에 몇몇 동심원의 희미한 껍질이 적색초거성 단계에서 이전의 청색으로의 반복이나 LBV의 일시적인 폭발과 같은 방출로 인한 연이은 질량 손실 현상으로 보일 수 있다.

## 청색초거성의 예
- 큰개자리 29(29 CMa), 청색(O형) 초거성
- 리겔(오리온자리 베타), 청백색(B형) 초거성
- 고물자리 제타(나오스), 청색(O형) 초거성
- 알닐람(오리온자리 엡실론), 청백색(B형) 초거성
- 큰개자리 에타(알루드라), 청백색(B형) 초거성
- 오리온자리 제타(알니타크), 청색(O형) 초거성

## 같이 보기
- 초거성
- 적색초거성
- 청색거성